# Barbosa (Familienname)
Barbosa ist ein portugiesischer Familienname.

## Namensträger
- Adão Soares Barbosa, osttimoresischer Diplomat
- Adoniran Barbosa (1910–1982), brasilianischer Komponist, Schauspieler und Sänger
- Agostinho Barbosa (1589–1649), portugiesischer Kleriker, Romanist, Lusitanist und Lexikograf
- Aires de Figueiredo Barbosa (1470–1540), portugiesischer Humanist, Gelehrter und Hochschullehrer
- Alecsandro Barbosa Felisbino (* 1981), brasilianischer Fußballspieler, siehe Alecsandro
- Alexandre José Barbosa Lima Sobrinho (1897–2000), brasilianischer Jurist, Schriftsteller und Politiker
- Alexandrina Cabral Barbosa (* 1986), spanische Handballspielerin
- Alves Barbosa (1931–2018), portugiesischer Radrennfahrer
- Amaro Barbosa (1937–2010), brasilianischer Fußballspieler und -trainer
- André Barbosa (* 2000), schweizerisch-portugiesischer Fußballspieler
- Anggisu Barbosa (* 1993), osttimoresischer Fußballspieler
- Antônio Barbosa (1911–1993), brasilianischer Ordenspriester, Erzbischof von Campo Grande
- Bárbara Micheline do Monte Barbosa (* 1988), brasilianische Fußballspielerin, siehe Bárbara
- Beto Barbosa (* 1955), brasilianischer Sänger und Komponist
- Cândido Barbosa (* 1974), portugiesischer Radrennfahrer
- Carlos Barbosa (Fußballfunktionär) (* 1963), brasilianischer Fußballfunktionär
- Carlos Barbosa Gonçalves (1851–1933), brasilianischer Mediziner und Politiker, Gouverneur von Rio Grande do Sul
- Carlos Barbosa-Lima (1944–2022), brasilianischer Gitarrist
- Carlos Alberto Leite Barbosa (* 1936), brasilianischer Diplomat
- Cássio Barbosa (genannt Cássio; * 1983), brasilianischer Fußballspieler
- Cédric Barbosa (* 1976), französischer Fußballspieler
- Cristiano Barbosa (* 1976), brasilianischer Geistlicher, Weihbischof in Boston
- Daniel Camargo Barbosa (1930–1994), kolumbianischer Serienmörder
- Danielli Barbosa (* 1984), brasilianische Judoka
- Danilo Barbosa da Silva (* 1996), brasilianischer Fußballspieler, siehe Danilo (Fußballspieler, 1996)
- Dario Barbosa (1882–1965), brasilianischer Sportschütze
- Dimas Lara Barbosa (* 1956), brasilianischer Geistlicher, Erzbischof von Campo Grande
- Diogo Barbosa Mendanha (* 1992), brasilianischer Fußballspieler
- Duarte Barbosa († 1521), portugiesischer Forscher und Schriftsteller
- Edgard Barbosa Poças (* 1946), brasilianischer Sänger und Komponist, siehe Edgard Poças
- Elierce Barbosa de Souza (* 1988), brasilianischer Fußballspieler
- Elpídio Barbosa Conceição (* 1974), brasilianischer Fußballspieler
- Euclydes Barbosa (1909–1988), brasilianischer Fußballspieler
- Eugênio Barbosa Martins (* 1960), brasilianischer Ordensgeistlicher, Bischof von São João da Boa Vista
- Evandro Amorim Barbosa (* 1992), brasilianischer Schachspieler
- Fabio dos Santos Barbosa (* 1980), brasilianischer Fußballspieler
- Francisco Domingo Barbosa Da Silveira (1944–2015), uruguayischer Geistlicher, Bischof von Minas
- Fransérgio Rodrigues Barbosa (* 1990), brasilianischer Fußballspieler, siehe Fransérgio
- Gabriel Barbosa (* 1996), brasilianischer Fußballspieler
- Gilberto Barbosa Nunes Filho (* 1989), brasilianischer Fußballspieler
- Hélder Barbosa (* 1987), portugiesischer Fußballspieler
- Henrique Barbosa (* 1984), brasilianischer Schwimmer
- Irani Barbosa (1950–2020), brasilianischer Politiker
- Jade Barbosa (* 1991), brasilianische Turnerin
- João Barbosa (* 1975), portugiesischer Automobilrennfahrer
- João Barbosa Rodrigues (1842–1909), brasilianischer Botaniker
- João Bosco Barbosa de Sousa (* 1952), brasilianischer Ordensgeistlicher, Bischof von União da Vitória
- João Tamagnini de Sousa Barbosa (1883–1948), portugiesischer Militär und Politiker
- Joaquim Barbosa (* 1954), brasilianischer Jurist und Richter
- Joe Barbosa (* 1929), puerto-ricanischer Stabhochspringer
- Jorge Barbosa (1902–1971), kapverdischer Schriftsteller
- José Barbosa (Leichtathlet) (* 1929), puerto-ricanischer Stabhochspringer
- José Barbosa de Castro (1858–1920), portugiesischer Jurist und Politiker
- José Barbosa Gonçalves (1860–1940), brasilianischer Politiker
- José Carlos Barbosa (* 1964), brasilianischer Politiker, Vizegouverneur von Mato Grosso do Sul
- José Celso Barbosa (1857–1921), puerto-ricanischer Mediziner, Soziologe und Politiker
- José Luíz Barbosa (* 1961), brasilianischer Mittelstreckenläufer
- Lauro Sérgio Versiani Barbosa (* 1959), brasilianischer Geistlicher, römisch-katholischer Bischof von Colatina
- Leandro Barbosa (* 1982), brasilianischer Basketballspieler
- Leo Sanchez Barbosa, US-amerikanischer Animator
- Lucas Barbosa (* 1996), brasilianischer Fußballspieler
- Luciano Barbosa (Squashspieler) (1976–2008), brasilianischer Squashspieler
- Luciano Barbosa de Jesús (* 1972), brasilianischer Fußballspieler, siehe Cafú (Fußballspieler, 1972)
- Luis Barbosa (* 1953), kolumbianischer Marathonläufer
- Marcia Barbosa (* 1960), brasilianische Physikerin und Hochschullehrerin
- Marcio Augusto da Silva Barbosa (* 1995), brasilianischer Fußballspieler
- Marcos Roberto da Silva Barbosa (* 1982), brasilianischer Fußballspieler, siehe Marquinhos (Fußballspieler, Oktober 1982)
- Maria Eduarda Barbosa (* 2003), brasilianische Hochspringerin
- Mariano Barbosa (* 1984), argentinischer Fußballspieler
- Matheus Pereira Barbosa (* 1999), brasilianischer Fußballspieler
- Moacyr Barbosa (1921–2000), brasilianischer Fußballtorwart
- Moisés Roberto Barbosa (* 1995), brasilianischer Fußballspieler
- Neyde Barbosa (* 1980), angolanische Handballspielerin
- Olavo Rodrigues Barbosa (1923–2010), brasilianischer Fußballspieler
- Olímpia Barbosa (* 1995), portugiesische Leichtathletin aus São Tomé und Príncipe
- Orlando Roa Barbosa (* 1958), kolumbianischer Geistlicher, Erzbischof von Ibagué
- Orozimbo Barbosa (1838–1891), chilenischer General
- Otávio Barbosa Aguiar (1913–2004), brasilianischer Geistlicher, Bischof von Palmeira dos Índios
- Pedro Barbosa (* 1970), portugiesischer Fußballspieler
- Poliana Barbosa Medeiros (* 1991), brasilianische Fußballspielerin
- Rafael Barbosa (1924–2007), guinea-bissauischer Widerstandskämpfer und Politiker
- Rafael Cabral Barbosa (* 1990), brasilianischer Fußballspieler, siehe Rafael Cabral
- Raimundo Roberto Morhy Barbosa (genannt Beto Barbosa; * 1955), brasilianischer Sänger
- Raymundo Rodrigues Barbosa (1875–1968), brasilianischer Generalmajor und Politiker
- Reinaldo Domingos Barbosa (* 1982), guinea-bissauischer Fußballschiedsrichter
- Ricardo Domingos Barbosa Pereira (* 1993), portugiesischer Fußballspieler, siehe Ricardo Pereira (Fußballspieler)
- Rodrigo Barbosa (* 1988), brasilianischer Rennfahrer
- Ronielson da Silva Barbosa (* 1995), brasilianischer Fußballspieler
- Rubem Antônio Corrêa Barbosa (* 1952), brasilianischer Diplomat
- Ruy Barbosa (1849–1923), brasilianischer Schriftsteller, Jurist und Politiker
- Ruy Barbosa Popolizio (1919–2014), chilenischer Önologe und Politiker
- Salomão Barbosa Ferraz (1880–1969), katholischer Bischof in Brasilien
- Sérgio Paulo Barbosa Valente (* 1980), portugiesischer Fußballspieler, siehe Duda (Fußballspieler, 1980)
- Suzi Barbosa (* 1973), guinea-bissauische Politikerin
- Thiago Santos Barbosa (* 1982), brasilianischer Beachvolleyballspieler
- Tomás Pedro Barbosa da Silva Nunes (1942–2010), portugiesischer Geistlicher, Weihbischof in Lissabon
- Valdir Henrique Barbosa da Silva (* 1998), brasilianischer Fußballspieler
- Vera Barbosa (* 1989), portugiesische Leichtathletin

## Fiktive Figuren
- Hector Barbossa, fiktive Figur, siehe Pirates of the Caribbean #Hector Barbossa